# جزيرة آمنة
جزيرة آمنة هي إحدى الجزر الواقعة في البحر الأحمر جنوب غرب السعودية، وتتبع منطقة جازان. حيث تقع تحديداً عند تقاطع دائرة العرض (16،47،12) شمالاً مع خط الطول (42،27،00) شرقاً؛ تبعد عن الساحل 7,30 ميل بحري، وتبعد حوالي 15 كم جنوب غرب ميناء مدينة جازان، وحوالي 30 كم شرق جزر فرسان.

## التكوين
يعتبر التكوين الطبيعي للجزيرة مميز؛ حيث تمتد طوليا باتجاه شمالي جنوبي على هيئة قوس مفتوح نحو الشرق، تبلغ مساحتها 1,1 كم2 ويبلغ أقصى طول لها 2,4 كم، وأقصى اتساع لها 544 م واسعة في طرفها الشمالي، تقع في الطرف الشرقي لحاجز مرجاني يحيط بها وتحتوي على شواطئ بكر إضافة لكونها من الاماكن المميزة لصيد الأسماك والغوص.

## المشروع
تم طرح جزيرة آمنة من قبل وزارة الشؤون البلدية والقروية كفرصة استثمارية، كما ان المشروع مطروح للإستثمار في منافسة عامة. وتقوم فكرة المشروع على أن تكون الجزيرة منتجع سياحي؛ كما يشتمل المشروع على الآتي:
- وحدات للإيواء متنوعة الحجم مطلة على البحر.
- وحدات الإيواء العائمة.
- مرفآ لليخوت والقوارب.
- مركز لأنشطة الغوص والصيد.
- موقع لممارسة الرياضات البحرية.
- منتجع صحي.[3]